# Wrocław Pawłowice
Wrocław Pawłowice – stacja kolejowa we Wrocławiu, na osiedlu Pawłowice, przy ulicy Starodębowej, położona na linii łączącej Trzebnicę i Wrocław Psie Pole. Linia ta została zamknięta w roku 1991 i od tego momentu część torowiska została rozkradziona. W październiku 2007 linia została przejęta przez Urząd Marszałkowski Dolnego Śląska, a w styczniu 2009 roku rozpoczęto remont torowiska i poprawę jego geometrii dla podniesienia prędkości. Począwszy od 20 września 2009 na trasie do Wrocławia Głównego zostały uruchomione kursy pociągów obsługiwanych przez szynobusy, jednak na stacji zatrzymują się one dopiero od 13 grudnia 2009 roku.

## Ruch pasażerski
W roku 2017 stacja obsługiwała 200–299 pasażerów na dobę, w roku 2022 50-99 pasażerów na dobę.